# Baptria tibialata
Baptria tibialata är en fjärilsart som beskrevs av Jacob Hübner 1796/99. Baptria tibialata ingår i släktet Baptria och familjen mätare. Inga underarter finns listade i Catalogue of Life.